# Gladys Jerotich Kipkemoi
Gladys Jerotich Kipkemoi (* 15. Oktober 1986) ist eine kenianische Hindernisläuferin.
Nach dem Sieg bei den nationalen Juniorenmeisterschaften gewann sie 2004 auch den 3000-Meter-Hindernislauf bei den Leichtathletik-Juniorenweltmeisterschaften in Grosseto. Beim Leichtathletik-Weltfinale 2006 in Stuttgart wurde sie Vierte.
2009 wurde sie Achte bei den Weltmeisterschaften in Berlin und Dritte beim Weltfinale in Thessaloniki.

## Persönliche Bestzeiten
- 3000 m: 9:08,22 min, 17. Juni 2006, Rabat
- 3000-Meter-Hindernislauf: 9:13,22 min, 10. Juni 2010, Rom